# ساروس خورشیدی ۱۴۶
ساروس ۱۴۶ دوره‌ای زمانی با چرخه‌ای حدود ۱۸ سال و ۱۱ روز و ۸ ساعت (تقریباً ۶۵۸۵ و یک سوم روز) است که شامل ۷۶ خورشیدگرفتگی می‌شود.

## رخدادها
| ساروس | عضو | تاریخ                       | زمان (بزرگ‌ترین) ساعت هماهنگ جهانی | نوع    | مکان طول و عرض جغرافیایی | گاما    | قدر    | گُستره (km) | مدت زمان (دقیقه: ثانیه) | منبع |
| ----- | --- | --------------------------- | --------------------------------- | ------ | ------------------------ | ------- | ------ | ---------- | ----------------------- | ---- |
| ۱۴۶   | ۱   | ۱۹ سپتامبر ۱۵۴۱             | ۲۰:۳۴:۰۱                          | جزئی   | 61.1S 135.3E             | -1.514  | 0.0378 |            |                         |      |
| ۱۴۶   | ۲   | ۱ اکتبر ۱۵۵۹                | ۴:۴۶:۴۶                           | جزئی   | 61.3S 3.4E               | -1.4772 | 0.1083 |            |                         |      |
| ۱۴۶   | ۳   | ۱۱ اکتبر ۱۵۷۷               | ۱۳:۰۸:۰۲                          | جزئی   | 61.6S 130.8W             | -1.4473 | 0.1654 |            |                         |      |
| ۱۴۶   | ۴   | ۱ نوامبر ۱۵۹۵               | ۲۱:۳۶:۵۳                          | جزئی   | 62.1S 93.1E              | -1.4233 | 0.2111 |            |                         |      |
| ۱۴۶   | ۵   | ۱۲ نوامبر ۱۶۱۳              | ۶:۱۲:۱۵                           | جزئی   | 62.7S 44.9W              | -1.4048 | 0.2464 |            |                         |      |
| ۱۴۶   | ۶   | ۲۳ نوامبر ۱۶۳۱              | ۱۴:۵۳:۴۴                          | جزئی   | 63.5S 175.4E             | -1.3912 | 0.2723 |            |                         |      |
| ۱۴۶   | ۷   | ۳ دسامبر ۱۶۴۹               | ۲۳:۴۰:۳۷                          | جزئی   | 64.4S 34.1E              | -1.382  | 0.2896 |            |                         |      |
| ۱۴۶   | ۸   | ۱۵ دسامبر ۱۶۶۷              | ۸:۲۹:۵۹                           | جزئی   | 65.3S 108.2W             | -1.3752 | 0.3024 |            |                         |      |
| ۱۴۶   | ۹   | ۲۵ دسامبر ۱۶۸۵              | ۱۷:۲۲:۳۵                          | جزئی   | 66.4S 108.3E             | -1.371  | 0.3102 |            |                         |      |
| ۱۴۶   | ۱۰  | ۷ ژانویه ۱۷۰۴               | ۲:۱۴:۵۱                           | جزئی   | 67.4S 35.5W              | -1.3669 | 0.3177 |            |                         |      |
| ۱۴۶   | ۱۱  | ۱۷ ژانویه ۱۷۲۲              | ۱۱:۰۷:۱۰                          | جزئی   | 68.5S 179.9W             | -1.3629 | 0.3251 |            |                         |      |
| ۱۴۶   | ۱۲  | ۲۸ ژانویه ۱۷۴۰              | ۱۹:۵۴:۵۹                          | جزئی   | 69.5S 36.2E              | -1.3555 | 0.3387 |            |                         |      |
| ۱۴۶   | ۱۳  | ۸ فوریه ۱۷۵۸                | ۴:۴۰:۵۲                           | جزئی   | 70.4S 107.8W             | -1.3468 | 0.3549 |            |                         |      |
| ۱۴۶   | ۱۴  | ۱۹ فوریه ۱۷۷۶               | ۱۳:۲۰:۱۱                          | جزئی   | 71.1S 109.2E             | -1.3334 | 0.38   |            |                         |      |
| ۱۴۶   | ۱۵  | ۱ مارس ۱۷۹۴                 | ۲۱:۵۴:۰۰                          | جزئی   | 71.6S 32.9W              | -1.3155 | 0.4136 |            |                         |      |
| ۱۴۶   | ۱۶  | ۱۳ مارس ۱۸۱۲                | ۶:۱۹:۳۱                           | جزئی   | 71.9S 173.3W             | -1.2913 | 0.4594 |            |                         |      |
| ۱۴۶   | ۱۷  | ۲۴ مارس ۱۸۳۰                | ۱۴:۳۸:۴۳                          | جزئی   | 72S 47.7E                | -1.2622 | 0.5148 |            |                         |      |
| ۱۴۶   | ۱۸  | ۳ آوریل ۱۸۴۸                | ۲۲:۴۹:۰۷                          | جزئی   | 71.8S 89W                | -1.2264 | 0.5834 |            |                         |      |
| ۱۴۶   | ۱۹  | ۱۵ آوریل ۱۸۶۶               | ۶:۵۱:۴۰                           | جزئی   | 71.4S 136.6E             | -1.1846 | 0.6637 |            |                         |      |
| ۱۴۶   | ۲۰  | ۲۵ آوریل ۱۸۸۴               | ۱۴:۴۶:۱۷                          | جزئی   | 70.7S 4.6E               | -1.1365 | 0.7563 |            |                         |      |
| ۱۴۶   | ۲۱  | خورشیدگرفتگی ۷ مه ۱۹۰۲      | ۲۲:۳۴:۱۶                          | جزئی   | 70S 125.1W               | -1.0831 | 0.8593 |            |                         |      |
| ۱۴۶   | ۲۲  | خورشیدگرفتگی ۱۸ مه ۱۹۲۰     | ۶:۱۴:۵۵                           | جزئی   | 69.1S 107.7E             | -1.0239 | 0.9734 |            |                         |      |
| ۱۴۶   | ۲۳  | خورشیدگرفتگی ۲۹ مه ۱۹۳۸     | ۱۳:۵۰:۱۹                          | کامل   | 52.7S 22W                | -۰٫۹۶۰۷ | ۱٫۰۵۵۲ | ۶۷۵        | ۴ دقیقه و ۵ ثانیه       |      |
| ۱۴۶   | ۲۴  | خورشیدگرفتگی ۸ ژوئن ۱۹۵۶    | ۲۱:۲۰:۳۹                          | کامل   | 40.8S 140.7W             | -۰٫۸۹۳۴ | ۱٫۰۵۸۱ | ۴۲۹        | ۴ دقیقه و ۴۵ ثانیه      |      |
| ۱۴۶   | ۲۵  | خورشیدگرفتگی ۲۰ ژوئن ۱۹۷۴   | ۴:۴۸:۰۴                           | کامل   | 32.1S 103.7E             | -۰٫۸۲۳۹ | ۱٫۰۵۹۲ | ۳۴۴        | ۵ دقیقه و ۹ ثانیه       |      |
| ۱۴۶   | ۲۶  | خورشیدگرفتگی ۳۰ ژوئن ۱۹۹۲   | ۱۲:۱۱:۲۲                          | کامل   | 25.2S 9.5W               | -۰٫۷۵۱۲ | ۱٫۰۵۹۲ | ۲۹۴        | ۵ دقیقه و ۲۱ ثانیه      |      |
| ۱۴۶   | ۲۷  | خورشیدگرفتگی ۲۱ تیر ۱۳۸۹    | ۱۹:۳۴:۳۸                          | کامل   | 19.7S 121.9W             | -۰٫۶۷۸۸ | ۱٫۰۵۸  | ۲۵۹        | ۵ دقیقه و ۲۰ ثانیه      |      |
| ۱۴۶   | ۲۸  | خورشیدگرفتگی ۲۲ ژوئیه ۲۰۲۸  | ۲:۵۶:۴۰                           | کامل   | 15.6S 126.7E             | -۰٫۶۰۵۶ | ۱٫۰۵۶  | ۲۳۰        | ۵ دقیقه و ۱۰ ثانیه      |      |
| ۱۴۶   | ۲۹  | خورشیدگرفتگی ۲ اوت ۲۰۴۶     | ۱۰:۲۱:۱۳                          | کامل   | 12.7S 15.2E              | -۰٫۵۳۵  | ۱٫۰۵۳۱ | ۲۰۶        | ۴ دقیقه و ۵۱ ثانیه      |      |
| ۱۴۶   | ۳۰  | خورشیدگرفتگی ۱۲ اوت ۲۰۶۴    | ۱۷:۴۶:۰۶                          | کامل   | 10.9S 96W                | -۰٫۴۶۵۲ | ۱٫۰۴۹۵ | ۱۸۴        | ۴ دقیقه و ۲۸ ثانیه      |      |
| ۱۴۶   | ۳۱  | خورشیدگرفتگی ۲۴ اوت ۲۰۸۲    | ۱:۱۶:۲۱                           | کامل   | 10.3S 151.8E             | -۰٫۴۰۰۴ | ۱٫۰۴۵۲ | ۱۶۳        | ۴ دقیقه و ۱ ثانیه       |      |
| ۱۴۶   | ۳۲  | خورشیدگرفتگی ۴ سپتامبر ۲۱۰۰ | ۸:۴۹:۲۰                           | کامل   | 10.5S 39E                | -۰٫۳۳۸۴ | ۱٫۰۴۰۲ | ۱۴۲        | ۳ دقیقه و ۳۲ ثانیه      |      |
| ۱۴۶   | ۳۳  | ۱۵ سپتامبر ۲۱۱۸             | ۱۶:۲۸:۲۶                          | کامل   | 11.5S 75.2W              | -۰٫۲۸۲۳ | ۱٫۰۳۴۹ | ۱۲۲        | ۳ دقیقه و ۴ ثانیه       |      |
| ۱۴۶   | ۳۴  | ۲۶ سپتامبر ۲۱۳۶             | ۰:۱۲:۱۴                           | کامل   | 13S 169.4E               | -۰٫۲۳۰۹ | ۱٫۰۲۹۲ | ۱۰۱        | ۲ دقیقه و ۳۴ ثانیه      |      |
| ۱۴۶   | ۳۵  | ۷ اکتبر ۲۱۵۴                | ۸:۰۳:۵۰                           | کامل   | 15.1S 52.1E              | -۰٫۱۸۶۷ | ۱٫۰۲۳۴ | ۸۱         | ۲ دقیقه و ۵ ثانیه       |      |
| ۱۴۶   | ۳۶  | ۱۷ اکتبر ۲۱۷۲               | ۱۶:۰۱:۳۶                          | مرکب   | 17.3S 66.6W              | -۰٫۱۴۸۴ | ۱٫۰۱۷۴ | ۶۰         | ۱ دقیقه و ۳۴ ثانیه      |      |
| ۱۴۶   | ۳۷  | ۲۹ اکتبر ۲۱۹۰               | ۰:۰۵:۵۰                           | مرکب   | 19.6S 173.2E             | -۰٫۱۱۶۱ | ۱٫۰۱۱۶ | ۴۰         | ۱ دقیقه و ۴ ثانیه       |      |
| ۱۴۶   | ۳۸  | ۹ نوامبر ۲۲۰۸               | ۸:۱۷:۱۲                           | مرکب   | 21.8S 51.4E              | -۰٫۰۹۰۵ | ۱٫۰۰۵۹ | ۲۰         | ۰ دقیقه و ۳۴ ثانیه      |      |
| ۱۴۶   | ۳۹  | ۲۰ نوامبر ۲۲۲۶              | ۱۶:۳۴:۵۶                          | مرکب   | 23.7S 71.7W              | -۰٫۰۷۱۱ | ۱٫۰۰۰۵ | ۲          | ۰ دقیقه و ۳ ثانیه       |      |
| ۱۴۶   | ۴۰  | ۱ دسامبر ۲۲۴۴               | ۰:۵۸:۱۷                           | حلقه‌ای | 25.1S 164E               | -۰٫۰۵۶۸ | ۰٫۹۹۵۵ | ۱۶         | ۰ دقیقه و ۲۷ ثانیه      |      |
| ۱۴۶   | ۴۱  | ۱۲ دسامبر ۲۲۶۲              | ۹:۲۵:۰۲                           | حلقه‌ای | 25.8S 39E                | -۰٫۰۴۶۱ | ۰٫۹۹۱  | ۳۲         | ۰ دقیقه و ۵۶ ثانیه      |      |
| ۱۴۶   | ۴۲  | ۲۲ دسامبر ۲۲۸۰              | ۱۷:۵۵:۴۴                          | حلقه‌ای | 25.8S 86.8W              | -۰٫۰۳۹۲ | ۰٫۹۸۷  | ۴۶         | ۱ دقیقه و ۲۳ ثانیه      |      |
| ۱۴۶   | ۴۳  | ۳ ژانویه ۲۲۹۹               | ۲:۲۷:۴۳                           | حلقه‌ای | 24.9S 146.9E             | -۰٫۰۳۴۱ | ۰٫۹۸۳۶ | ۵۸         | ۱ دقیقه و ۴۷ ثانیه      |      |
| ۱۴۶   | ۴۴  | ۱۴ ژانویه ۲۳۱۷              | ۱۰:۵۹:۳۸                          | حلقه‌ای | 23.2S 20.5E              | -۰٫۰۲۹۸ | ۰٫۹۸۰۷ | ۶۹         | ۲ دقیقه و ۸ ثانیه       |      |
| ۱۴۶   | ۴۵  | ۲۵ ژانویه ۲۳۳۵              | ۱۹:۲۹:۴۳                          | حلقه‌ای | 20.6S 105.9W             | -۰٫۰۲۴۷ | ۰٫۹۷۸۴ | ۷۷         | ۲ دقیقه و ۲۵ ثانیه      |      |
| ۱۴۶   | ۴۶  | ۵ فوریه ۲۳۵۳                | ۳:۵۶:۵۵                           | حلقه‌ای | 17.1S 128E               | -۰٫۰۱۷۹ | ۰٫۹۷۶۶ | ۸۴         | ۲ دقیقه و ۳۸ ثانیه      |      |
| ۱۴۶   | ۴۷  | ۱۶ فوریه ۲۳۷۱               | ۱۲:۱۸:۴۹                          | حلقه‌ای | 12.9S 2.7E               | -۰٫۰۰۷۵ | ۰٫۹۷۵۳ | ۸۸         | ۲ دقیقه و ۴۸ ثانیه      |      |
| ۱۴۶   | ۴۸  | ۲۶ فوریه ۲۳۸۹               | ۲۰:۳۳:۵۲                          | حلقه‌ای | 8.1S 121.3W              | ۰٫۰۰۷۸  | ۰٫۹۷۴۴ | ۹۲         | ۲ دقیقه و ۵۵ ثانیه      |      |
| ۱۴۶   | ۴۹  | ۱۰ مارس ۲۴۰۷                | ۴:۴۱:۴۰                           | حلقه‌ای | 2.7S 116.1E              | ۰٫۰۲۸۳  | ۰٫۹۷۳۹ | ۹۳         | ۲ دقیقه و ۵۹ ثانیه      |      |
| ۱۴۶   | ۵۰  | ۲۰ مارس ۲۴۲۵                | ۱۲:۴۱:۱۲                          | حلقه‌ای | 3.1N 4.7W                | ۰٫۰۵۴۶  | ۰٫۹۷۳۵ | ۹۵         | ۳ دقیقه و ۲ ثانیه       |      |
| ۱۴۶   | ۵۱  | ۳۱ مارس ۲۴۴۳                | ۲۰:۳۰:۲۵                          | حلقه‌ای | 9.3N 123.1W              | ۰٫۰۸۸۹  | ۰٫۹۷۳۴ | ۹۵         | ۳ دقیقه و ۲ ثانیه       |      |
| ۱۴۶   | ۵۲  | ۱۱ آوریل ۲۴۶۱               | ۴:۱۰:۳۶                           | حلقه‌ای | 15.8N 120.8E             | ۰٫۱۳    | ۰٫۹۷۳۲ | ۹۷         | ۳ دقیقه و ۲ ثانیه       |      |
| ۱۴۶   | ۵۳  | ۲۲ آوریل ۲۴۷۹               | ۱۱:۴۰:۳۰                          | حلقه‌ای | 22.5N 7.5E               | ۰٫۱۷۹   | ۰٫۹۷۳۱ | ۹۸         | ۳ دقیقه و ۱ ثانیه       |      |
| ۱۴۶   | ۵۴  | ۲ مه ۲۴۹۷                   | ۱۹:۰۱:۵۲                          | حلقه‌ای | 29.2N 103.2W             | ۰٫۲۳۴۱  | ۰٫۹۷۲۷ | ۱۰۰        | ۲ دقیقه و ۵۹ ثانیه      |      |
| ۱۴۶   | ۵۵  | ۱۵ مه ۲۵۱۵                  | ۲:۱۲:۱۱                           | حلقه‌ای | 36N 149.4E               | ۰٫۲۹۷۶  | ۰٫۹۷۲۲ | ۱۰۴        | ۲ دقیقه و ۵۷ ثانیه      |      |
| ۱۴۶   | ۵۶  | ۲۵ مه ۲۵۳۳                  | ۹:۱۵:۵۰                           | حلقه‌ای | 42.6N 44.8E              | ۰٫۳۶۶   | ۰٫۹۷۱۲ | ۱۱۱        | ۲ دقیقه و ۵۶ ثانیه      |      |
| ۱۴۶   | ۵۷  | ۵ ژوئن ۲۵۵۱                 | ۱۶:۱۰:۴۰                          | حلقه‌ای | 49N 56.1W                | ۰٫۴۴۱۱  | ۰٫۹۶۹۹ | ۱۲۱        | ۲ دقیقه و ۵۵ ثانیه      |      |
| ۱۴۶   | ۵۸  | ۱۵ ژوئن ۲۵۶۹                | ۲۳:۰۰:۰۸                          | حلقه‌ای | 54.8N 153.7W             | ۰٫۵۱۹۷  | ۰٫۹۶۸  | ۱۳۵        | ۲ دقیقه و ۵۶ ثانیه      |      |
| ۱۴۶   | ۵۹  | ۲۷ ژوئن ۲۵۸۷                | ۵:۴۲:۵۸                           | حلقه‌ای | 59.9N 113.1E             | ۰٫۶۰۲۹  | ۰٫۹۶۵۶ | ۱۵۶        | ۲ دقیقه و ۵۸ ثانیه      |      |
| ۱۴۶   | ۶۰  | ۸ ژوئیه ۲۶۰۵                | ۱۲:۲۳:۲۱                          | حلقه‌ای | 64N 24E                  | ۰٫۶۸۷۳  | ۰٫۹۶۲۶ | ۱۸۶        | ۳ دقیقه و ۳ ثانیه       |      |
| ۱۴۶   | ۶۱  | ۱۹ ژوئیه ۲۶۲۳               | ۱۹:۰۰:۰۶                          | حلقه‌ای | 66.8N 60.2W              | ۰٫۷۷۳۸  | ۰٫۹۵۸۹ | ۲۳۵        | ۳ دقیقه و ۱۰ ثانیه      |      |
| ۱۴۶   | ۶۲  | ۳۰ ژوئیه ۲۶۴۱               | ۱:۳۵:۵۶                           | حلقه‌ای | 68.1N 140W               | ۰٫۸۶۰۲  | ۰٫۹۵۴۵ | ۳۲۶        | ۳ دقیقه و ۲۰ ثانیه      |      |
| ۱۴۶   | ۶۳  | ۱۰ اوت ۲۶۵۹                 | ۸:۱۱:۵۱                           | حلقه‌ای | 67.6N 146.8E             | ۰٫۹۴۵۴  | ۰٫۹۴۸۷ | ۵۸۴        | ۳ دقیقه و ۳۰ ثانیه      |      |
| ۱۴۶   | ۶۴  | ۲۰ اوت ۲۶۷۷                 | ۱۴:۵۰:۱۸                          | جزئی   | 61.7N 81.5E              | 1.0277  | 0.9182 |            |                         |      |
| ۱۴۶   | ۶۵  | ۳۱ اوت ۲۶۹۵                 | ۲۱:۳۲:۰۲                          | جزئی   | 61.3N 27.3W              | 1.1064  | 0.7816 |            |                         |      |
| ۱۴۶   | ۶۶  | ۱۲ سپتامبر ۲۷۱۳             | ۴:۱۸:۱۲                           | جزئی   | 61.1N 137.1W             | 1.1807  | 0.6536 |            |                         |      |
| ۱۴۶   | ۶۷  | ۲۳ سپتامبر ۲۷۳۱             | ۱۱:۱۰:۴۶                          | جزئی   | 61N 111.6E               | 1.2491  | 0.5366 |            |                         |      |
| ۱۴۶   | ۶۸  | ۳ اکتبر ۲۷۴۹                | ۱۸:۰۹:۵۲                          | جزئی   | 61.1N 1.4W               | 1.3115  | 0.4305 |            |                         |      |
| ۱۴۶   | ۶۹  | ۱۵ اکتبر ۲۷۶۷               | ۱:۱۶:۲۲                           | جزئی   | 61.4N 116.2W             | 1.3673  | 0.3366 |            |                         |      |
| ۱۴۶   | ۷۰  | ۲۵ اکتبر ۲۷۸۵               | ۸:۳۱:۱۴                           | جزئی   | 61.8N 126.8E             | 1.4158  | 0.2555 |            |                         |      |
| ۱۴۶   | ۷۱  | ۵ نوامبر ۲۸۰۳               | ۱۵:۵۴:۳۴                          | جزئی   | 62.3N 7.6E               | 1.4572  | 0.1871 |            |                         |      |
| ۱۴۶   | ۷۲  | ۱۵ نوامبر ۲۸۲۱              | ۲۳:۲۶:۴۳                          | جزئی   | 63N 114W                 | 1.4912  | 0.1314 |            |                         |      |
| ۱۴۶   | ۷۳  | ۲۷ نوامبر ۲۸۳۹              | ۷:۰۵:۱۵                           | جزئی   | 63.8N 122.6E             | 1.5198  | 0.0847 |            |                         |      |
| ۱۴۶   | ۷۴  | ۷ دسامبر ۲۸۵۷               | ۱۴:۵۲:۲۲                          | جزئی   | 64.8N 3.2W               | 1.5412  | 0.0502 |            |                         |      |
| ۱۴۶   | ۷۵  | ۱۸ دسامبر ۲۸۷۵              | ۲۲:۴۴:۲۱                          | جزئی   | 65.8N 130.6W             | 1.5581  | 0.023  |            |                         |      |
| ۱۴۶   | ۷۶  | ۲۹ دسامبر ۲۸۹۳              | ۶:۴۲:۰۳                           | جزئی   | 66.8N 100.1E             | 1.5706  | 0.0028 |            |                         |      |